# Order Wierności (Badenia)
Order Domowy Wierności (niem.: Hausorden der Treue; fr.: Ordre de la Fidélité) – najwyższe i najstarsze badeńskie odznaczenie ustanowione 17 czerwca 1715 roku przez Karola III Wilhelma margrabiego Badenii-Durlach.

## Historia
17 czerwca 1715 z okazji wmurowania kamienia węgielnego nowej rezydencji Karlsruhe margrabia Karol III Wilhelm powołał Ordre de la Fidélité. Początkowo odznaczenie posiadał jedną klasę. Z okazji otrzymania przez margrabiego Karola Fryderyka tytułu elektora ustanowił on 8 maja 1803 roku drugą klasę orderu – Krzyż Komandorski. W 1806 roku stał się wysokim odznaczeniem Wielkiego Księstwa Badenii. W 1908 powołano trzecią klasę, która jednak nigdy nie została nadana. W 1809 roku przywrócono ponownie jedną klasę orderu. Za szczególne zasługi dekorowano odznaczenie brylantami. Pierwsze tego typu odznaczenie przyznano w 1815 roku księciu Klemensowi von Metternich. 17 stycznia 1840 roku ustanowiono go oficjalnie najwyższym orderem Badenii i zmieniło nazwę na Hausorden der Treue. 17 czerwca 1840 roku uchwalono nowy statut, w którym zastrzeżono prawo nadawania orderu jedynie męskim członkom rodziny książęcej po ukończeniu 14 roku życia, obcym monarchom, wyższym urzędnikom państwowym, którym przysługiwał tytuł ekscelencji oraz osobom uhonorowanym Wielkim Krzyżem Orderu Lwa Zeryngeńskiego. W latach 1871–1902 miniaturą odznaczenia dekorowano księżniczki rodu panującego z okazji ich ślubu. W 1918 roku stał się prywatnym orderem domowym niegdyś panującej dynastii badeńskiej.

## Opis odznaki
Odznakę orderu stanowił czerwony, emaliowany krzyż maltański zakończony złotymi kulkami z medalionem w złotej oprawie pokrytym kolorową emalią, na awersie przedstawiającą trzy zielone góry, nad którymi widnieje inicjał podwójnego „C” oraz napis „FIDELITAS”. Rewers przedstawia czerwony skos na złotym tle – godło dynastii badeńskiej. Między ramionami krzyża znajdowały się złote inicjały złożone z podwójny liter „C” Krzyż zwieńczony był złotą koroną.
Odznakę umieszczano na żółtej wstędze orderowej ze srebrnymi paskami po bokach. Do 1803 roku wstęgę zawiązywano u szyi, natomiast od 1803 przewieszano ją z prawego ramienia na lewy bok.
Odznaczeni ponadto nosili gwiazdę orderową początkowo była ona haftowana na płaszczu orderowym. W 1840 roku po raz pierwszy wręczono metalową. Gwiazda była ośmiopromienna z awersem krzyża bez korony, z czterema, podwójnymi, złotymi inicjałami na promieniach pomiędzy ramionami krzyża.
Mistrz orderu nosił również łańcuch orderowy z umieszczonymi pomiędzy ogniwami inicjałami. Ponadto tylko dwukrotnie nadano łańcuch jako formę orderu.
Po śmierci kawalera orderu spadkobiercy musieli zwrócić wielkiemu mistrzowi wszystkie odznaki orderowe.

## Odznaczeni
21 marca 1718 roku Karol III Wilhelm na prośbę wójta Karlsruhe Johanna von Günzera nadał prawo umieszczenia w herbie Karlsruhe wstęgi orderowej z dewizą FIDELITAS. W latach 1715–1802 orderem odznaczono 186 osób. W okresie od 1803 roku do upadku monarchii order został wręczony w następujący sposób:
| Stopień                                      | Liczba nadań |
| -------------------------------------------- | ------------ |
| Wielki Krzyż z Brylantami na Złotym Łańcuchu | 2            |
| Wielki Krzyż z Brylantami                    | 4            |
| Wielki Krzyż z Gwiazdą z Brylantami          | 4            |
| Krzyż Wielki                                 | 414          |
| Krzyż Komandorski z Gwiazdą                  | 18           |
| Krzyż Komandorski                            | 6            |
| Krzyż Kawalerski                             | 0            |
| Dekoracja Księżniczek Domu                   | 8            |

### Odznaczeni Orderem z Brylantami
- 1815: Klemens Lothar von Metternich – Krzyż z Brylantami,
- 1818: Wilhelm Ludwig von Berstett – Krzyż z Brylantami,
- 1863: Aleksandr Gorczakow – Krzyż z Brylantami,
- 1863: Władimir Adlerberg – Krzyż z Brylantami,
- 1871: Otto von Bismarck – Krzyż z Brylantami na Złotym Łańcuchu,
- 1896: Adolf von Holzing-Berstett – Gwiazda z Brylantami,
- 1902: Adolf von Holzing-Berstett – Krzyż z Brylantami na Złotym Łańcuchu,
- 1902: Wilhelm von Gemmingen – Gwiazda z Brylantami,
- 1902: Wilhelm August von Edelsheim – Gwiazda z Brylantami,
- 1907: Max von Bock und Polach – Gwiazda z Brylantami.